# Hacker Manifesto
The Conscience of a Hacker, även känt som The Hacker Manifesto, är en kort essä skriven den 8 januari 1986 av hackern Loyd Blankenship, mer känd under pseudonymen The Mentor. Den skrevs sedan Blankenship hade gripits, och publicerades i ezinet Phrack.
Essän betraktas som en hörnsten i hackerkulturen och ger lite insikt i den tidiga hackerkulturens psykologi. Det sägs att den har format hackercommunityts syn på sig själva och sin motivation. Den förklarar att hackers väljer att "hacka" för att det är ett sätt för dem att lära sig och för att de ofta känner sig frustrerade och uttråkade i skolan. Den beskriver också en hackares satori då han/hon kommer till insikt om sin potential i datavärlden.
Än idag är essän som en riktlinje för hackare över hela jorden och då särskilt för de som nyss kommit i kontakt med kulturen. Den fungerar som en etisk grund för hackande och hävdar att det finns ett syfte med hackande som ersätter den vanliga synen att hackande görs av själviska ändamål och för att utnyttja och skada andra människor. Enligt essän är syftet att teknologin bör användas för att vidga våra vyer och försöka bevara information fri och åtkomlig till alla.
Essän citeras i filmen Hackers som handlar om hackerkulturen, och den finns dessutom tryckt i cd-fodralet till datorspelet Uplink, där spelaren tar rollen som en hacker.